# ولادة التنين
ولادة التنين (بالإنجليزية: Birth of the Dragon)‏ هو فيلم حركة تم إنتاجه في الولايات المتحدة والصين وكندا وصدر سنة 2016 بطولة فيليب نج.

## الميزانية والإيرادات
كلف الفيلم 31 مليون دولار وحقق أرباح تقدر بـ 7.2 مليون دولار.

## وصلات خارجية
ولادة التنين على موقع IMDb (الإنجليزية)
- ولادة التنين على موقع ميتاكريتيك (الإنجليزية)
- ولادة التنين على موقع روتن توميتوز (الإنجليزية)
- ولادة التنين على موقع نتفليكس (الإنجليزية)
- ولادة التنين على موقع ألو سيني (الفرنسية)
- ولادة التنين على موقع Turner Classic Movies (الإنجليزية)
- ولادة التنين على موقع أول موفي (الإنجليزية)
- ولادة التنين على موقع بوكس أوفيس موجو (الإنجليزية)
- ولادة التنين على موقع فيلمافينيتي (الإسبانية)
- ولادة التنين على موقع قاعدة بيانات الفيلم (الإنجليزية)